# Bundesautobahn 31
Die Bundesautobahn 31 (Abkürzung: BAB 31) – Kurzform: Autobahn 31 (Abkürzung: A 31) –, alternativ auch Emslandautobahn und (Ost-)Friesenspieß genannt, beginnt in Emden an der Nordseeküste und endet am Autobahndreieck Bottrop an der Bundesautobahn 2.

## Linienführung
Südlich vom Beginn der Autobahn in Emden bindet zunächst das Autobahndreieck Leer die A 28 und dann das Autobahndreieck Bunde über die kurze A 280 die niederländische Autobahn 7 an. Zwischen den beiden Dreiecken bildet die A 31 im Netz der Europastraßen ein Teilstück der E 22 und unterquert hier die Ems im Emstunnel.
Die A 31 verlässt Ostfriesland und quert das Emsland nahe der niederländischen Grenze. An der Anschlussstelle Meppen kreuzt sie die E 233 auf der Trasse der autobahnähnlichen Bundesstraße 402, welche in westlicher Richtung in die niederländische A37 übergeht. Weiter südlich etwa in der Mitte der A 31 verknüpft deren einziges Autobahnkreuz Schüttorf mit der A 30. Etwa zehn Kilometer danach überquert die A 31 die Grenze nach Nordrhein-Westfalen und verläuft durch das westliche Münsterland. Zwei weitere Kleeblatt-förmige Anschlussstellen binden jeweils eine autobahnähnliche Straße an, AS Gronau/Ochtrup die Bundesstraße 54 und AS Borken die Bundesstraße 67.
Die A 31 endet am Autobahndreieck Bottrop im Ruhrgebiet an der A 2 unweit deren Übergang in die A 3 am Autobahnkreuz Oberhausen. Letzteres ist einer der größten überregionalen Autobahnknotenpunkte in Nordrhein-Westfalen und deshalb im Verlauf der Autobahn als Zielort beschildert.
Sowohl eine nördliche als auch eine südliche Verlängerung der A 31 wurde verworfen.

## Besonderheiten

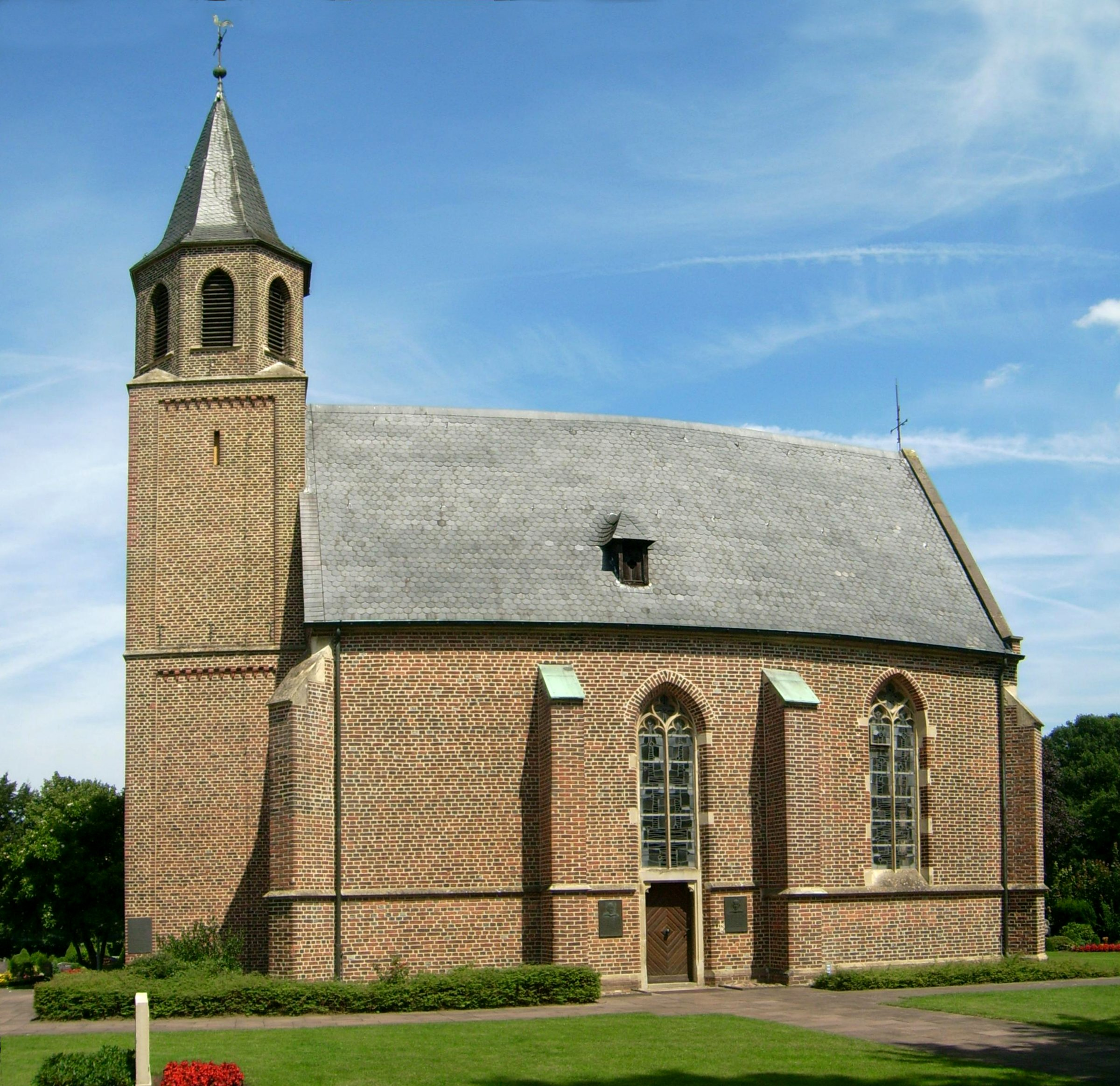
Autobahnkapelle „St. Antonius“

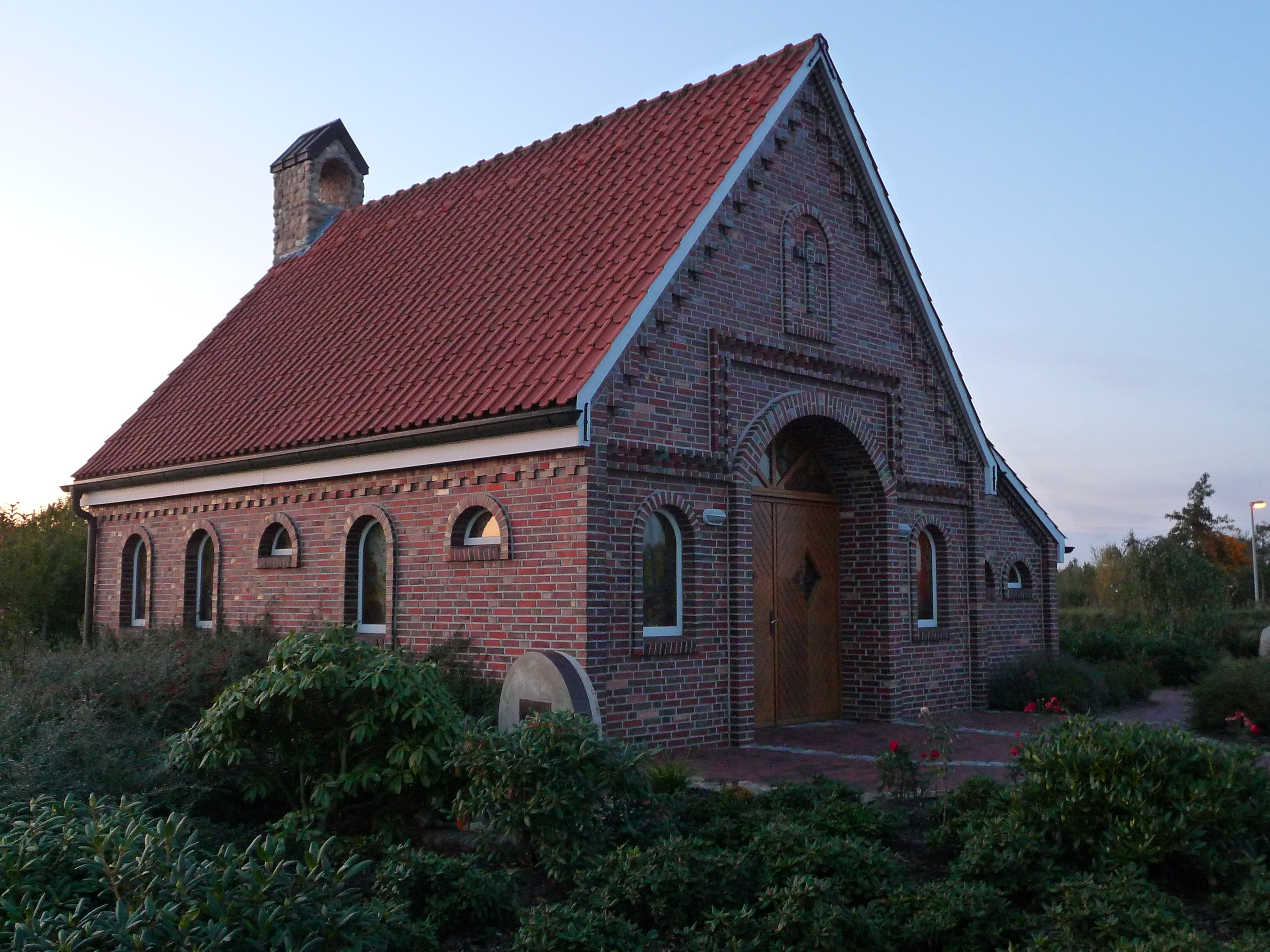
Autobahnkapelle „Jesus – Brot des Lebens“

Die Autobahn 31 ist durchgehend vierstreifig ausgeführt und mit Ausnahme des Abschnittes vom Beginn an der AS Emden-West bis Emden-Ost mit Standstreifen ausgestattet. Im weiteren Verlauf bis zur AS Neermoor wurden diese in den 2000er und 2010er Jahren nachträglich angebaut, sodass sie an Brücken mit unzureichender Spannweite unterbrochen sind. Die im Zuge dessen erfolgte Grunderneuerung führte während der Bauzeit sowie kurz nach Freigabe zu noch existierenden Versackungen der frisch asphaltierten Fahrbahn.
Beim Autobahndreieck Leer geht der südliche Ast der A 31 nahtlos in die A 28 nach Oldenburg und Bremen bis zur A 1 über. Zum Verbleib auf der A 31 muss im Dreieck abgebogen werden (TOTSO).
Zwischen den Anschlussstellen Leer-West und Jemgum unterquert die A 31 in dem 945 Meter langen Emstunnel die hier schiffbare Ems. Er ist nach dem Hamburger Neuen Elbtunnel die zweite Unterquerung im deutschen Mündungsbereich eines Flusses, dessen Überbrückung wegen der großen Höhe der Hochseeschiffe schwierig ist.
Der niedersächsische Teil der A 31 ist in der Regel wenig befahren, insbesondere nachts herrscht nur geringer Verkehr. In den Ferienzeiten und zu verlängerten Wochenenden (z. B. Christi Himmelfahrt) bewirken die Urlauberströme nach Ostfriesland und zurück dichten Verkehr und Staus.
Das durch die Autobahn gut angebundene, dünn besiedelte Gebiet ist ein idealer Standort für hunderte die Straße flankierende Windkraftanlagen. Infolgedessen erklärte der Landesverband Erneuerbare Energien NRW (LEE NRW) am bundesweiten Aktionstag der Erneuerbaren Energien (seit 1996 jeweils Samstag nach dem 26. April) des Jahres 2022 den rund 100 km langen Abschnitt zwischen Bottrop und Schüttorf symbolisch zur deutschlandweit ersten „Bundesautobahn-Energieallee“.
Auf dem Parkplatz Heseper Moor zwischen den Anschlussstellen Twist (22) und Geeste (23) steht in Fahrtrichtung Süden die Autobahnkapelle „Jesus – Brot des Lebens“. An der Abfahrt Gescher/Coesfeld (33) befindet sich die Autobahnkapelle St. Antonius.

## Geschichte

A 31-Planung; blau: heutiger Autobahnausbau, orange: geplant im Jahr 1976

Im Jahre 1966 wurde die A 31 zum ersten Mal, zunächst als A 113, in den Bundesverkehrswegeplan aufgenommen.
Zwischen 1975 und 2004 wurde sie unter finanzieller Mithilfe der anliegenden Regionen gebaut.

### Neubaufortschritt
Das Teilstück zwischen Neermoor und Riepe in Ostfriesland ist die seit 1976 existierende Urzelle der A 31. 1984 begann dann der Bau des Emstunnels sowie ausgehend von der A 2 beim Autobahndreieck Bottrop der Ausbau der A 31 in Nordrhein-Westfalen, der 1989 bis Heek fertiggestellt war. Mit der Eröffnung des Emstunnels im gleichen Jahr als Initialzündung wuchsen die beiden Äste bis 1995 kontinuierlich aufeinander zu. Eine beschilderte Lückentrasse verkürzte sich gleichzeitig. Im gleichen Zeitraum wuchs die von Oldenburg kommende A 28 auf das Autobahndreieck Leer zu, wo sie an die A 31 angeschlossen wurde. Auf niedersächsischer Seite führte die A 31 jetzt bis Twist und in Nordrhein-Westfalen bis Ochtrup-Nord. Im Vorfeld hatte sich aber schon abgezeichnet, dass im Rahmen des Aufbaus Ost die Mittel für den Ausbau der westdeutschen Autobahnen erheblich gestreckt wurden. So wurde innerhalb der nächsten acht Jahre lediglich das Teilstück Twist–Geeste eröffnet.

### Modellprojekt Lückenschluss
Nach und nach zeichnete sich ab, dass der Bund den Endausbau bis 2015 verschoben hatte. Dass die Bauarbeiten bereits am 19. Dezember 2004 abgeschlossen werden konnten und die Autobahn seitdem in ihrer gesamten Länge befahrbar ist, wurde durch ein in Deutschland bisher einmaliges Finanzierungsmodell ermöglicht, bei dem sich Privatleute, Firmen, Gemeinden, Landkreise und die Niederlande an den Kosten beteiligten. Im Wesentlichen ging es darum, dem Bund die Zinsen für die vorgezogene Fertigstellung des ca. 500 Millionen DM teuren Lückenschlusses (Geeste–Ochtrup-Nord) zu ersetzen. Von den dazu benötigten 135 Millionen DM wurden 21 Millionen DM von der Wirtschaft und 114 Millionen DM von den umliegenden Städten, Landkreisen und Gemeinden der A 31 sowie den Niederlanden aufgebracht. Der Nachbarstaat sieht die A 31 vor allem als eine schnelle Verbindung zwischen den grenznahen Räumen Groningen und Enschede/Hengelo, da eine entsprechende Nord-Süd-Verbindung auf niederländischer Seite nicht existiert.
Geistige Väter dieses bemerkenswerten Modellprojektes waren der Industrielle Rolf Trauernicht aus Großefehn im Landkreis Aurich, der auch eine private Spende von 250.000 DM einbrachte, und der Oberkreisdirektor, später Landrat, des Landkreises Emsland, Hermann Bröring. Ein Gutachten des Instituts für Verkehrswissenschaft der Universität Münster war in einer Kosten-Nutzen-Analyse zu dem Ergebnis gekommen, dass der Nutzen durch den Lückenschluss mehr als acht Mal über den Kosten liegen würde. Scharfe Kritik an dieser Finanzierung kam von den örtlichen Grünen. Landkreise, „über denen der Pleitegeier kreise“, sollten sich nicht zu derart hohen Ausgaben hinreißen lassen.
Nach Unterzeichnung des entsprechenden Vertrages zwischen Bund, Land und Region im März 2001 wurde zunächst mit dem Zieldatum Ende 2005 weitergebaut. Eine nochmalige sukzessive Verkürzung um ein Jahr war durch schnellen Baufortschritt möglich, da der Neubau auch ein „Herzensanliegen“ der ausführenden heimischen Unternehmen sowie der beteiligten Planer und Beamten war. Auch die wegweisenden Ausgleichsmaßnahmen fanden die überwiegende Zustimmung der Naturschutzverbände. Fast jede Neueröffnung eines Teilstückes wurde mit einem großen Volksfest gefeiert.
Am nördlichen Ende der A 31 in Emden fehlte seit 1981 nur noch die Nordwestumgehung der Stadt. Fast zehn Jahre nahm dieses nur vier Kilometer lange Endstück (Emden-West – Emden-Mitte) in Anspruch. Jahrelang musste der aufgefahrene Sand liegen bleiben, um den nordseenahen, weichen Marschboden genügend zu verdichten. Eine weitere Verzögerung ergab sich, als ein zu hoch beladener Lkw die Schalung der frisch betonierten Brücke über die B 210 an der Anschlussstelle Emden-Mitte rammte. Dennoch konnte auch dieses Teilstück zusammen mit dem Lückenschluss 2004 und somit die gesamte Autobahn komplettiert werden.
In den 2000er und 2010er Jahren wurden zwischen den Anschlussstellen Emden-Ost und Neermoor die fehlenden Standstreifen angebaut.

### Freigabe der Teilabschnitte
- ca. 1965: AS Neermoor – AS Veenhusen (2 km, zunächst als B 72a, später als B 530 gewidmet, Fertigstellung des Ausbaus zur Bundesautobahn: 1994)
- 1973: AS Riepe – AS Neermoor (10,1 km, als B 530 gewidmet)
- 1976/77: AS Emden-Ost – AS Riepe (7 km, als B 530 gewidmet)
- 1981: AS Emden-Mitte – AS Emden-Ost (3,5 km)
- 1982: AS Borken – AS Reken (7,1 km)
- 1984: AS Schermbeck – AS Kirchhellen-Nord (8,5 km)
- 1985: AS Legden/Ahaus – AS Gescher/Coesfeld (12,9 km)
- 1986: AS Gescher/Coesfeld – AS Borken (9,6 km)
- 1987: AS Kirchhellen-Nord – AK Bottrop (8,5 km)
- 1988: AS Heek – AS Legden/Ahaus (7,6 km)
- 1989: AS Leer-West – Emstunnel – AS Weener (11,3 km)
- 1990: AS Weener – AS Dörpen (23,7 km)
- 1990: L 510 bei Gronau/Ochtrup – AS Heek (10,0 km)
- 1990: AS Reken – AS Schermbeck (11,2 km)
- 1991: AD Leer – AS Leer-West (6,7 km)
- 1992: AS Dörpen – AS Lathen (12,4 km)
- 1993: AS Lathen – AS Haren (Ems)
- 1994: AS Haren (Ems)/Rütenbrock – AS Twist (17,0 km)
- 1995: AS Emden-West – AS Pewsum (3,0 km, zunächst einbahnig auf der Trasse einer bereits 1970/71 fertiggestellten Nordwestumgehung von Emden, 2. Fahrbahn: 1999)
- 1995: AS Veenhusen – AD Leer (3,7 km)
- 1995: AS Ochtrup-Nord – L 510 bei Gronau/Ochtrup (5,9 km)
- 1998: AS Twist – AS Geeste (9,0 km)
- 2002: AS Geeste – AS Wietmarschen (5,5 km)
- 2003: AS Wietmarschen – AS Lingen (7,3 km)
- 2004: AS Pewsum – AS Emden-Mitte (1,7 km auf der Trasse einer bereits 1970/71 fertiggestellten einbahnigen Nordwestumgehung von Emden)
- 2004: AS Schüttorf-Ost – AS Ochtrup-Nord (10,7 km)
- 2004: AS Emsbüren – AS Schüttorf-Ost (4,3 km)
- 2004: AS Lingen – AS Emsbüren (13,7 km)

### Verworfene Planungen
Seit der erstmaligen Aufnahme in den Bundesverkehrswegeplan im Jahre 1966 wurde über diverse Trassierungen nachgedacht, die jedoch nie planfestgestellt wurden. Lediglich einige abgewandelte, kurze Teilstücke wurden mit dreistelliger Autobahnnummer südlich der heutigen A 31 realisiert. Mit Ausnahme einer wegen erfolgreicher Bürgerproteste nicht realisierten Teilstrecke im Ruhrgebiet kam es nie zu Variantenuntersuchungen oder gar zu einer Linienbestimmung. Dies geschah erst im Rahmen der heute tatsächlich planfestgestellten und realisierten Trasse.

#### Verworfene Planung von Bottrop bis Bad Neuenahr
Nach dem 1971 verabschiedeten Bedarfsplan des Gesetzes über den Ausbau der Bundesfernstraßen von 1971 bis 1985 sollte die A 113 von Norddeich bis zum Ruhrgebiet und von dort als weitere Nord-Süd-Achse bis zur A 61 bei Bad Neuenahr-Ahrweiler verlaufen. Zwischen Bottrop und Bad Neuenahr-Ahrweiler war die Trasse der A 31 wie folgt geplant:
- westlich Bottrop-Eigen
- östlich Bottrop-Fuhlenbrock und westlich Bottrop-Stadtmitte
- östlich Oberhausen-Sterkrade
- östlich Oberhausen-Osterfeld (Kreuz mit der A 42)
- östlich Essen-Frintrop bzw. westlich Essen-Gerschede
- östlich Essen-Bedingrade und westlich Essen-Schönebeck
- östlich Mülheim an der Ruhr-Eppinghofen und westlich Mülheim an der Ruhr-Heißen (Kreuz mit der A 40)
- westlich Essen-Haarzopf und Essen-Bredeney (Kreuz mit der A 52)
- Querung der Ruhr westlich Essen-Schuir bzw. östlich Essen-Kettwig
- westlich Velbert und östlich Heiligenhaus (Kreuz mit der A 44)
- westlich Wülfrath und östlich Mettmann
- westlich Wuppertal-Vohwinkel (Kreuz mit der A 46)
- bei Solingen-Gräfrath
- westlich Remscheid (Kreuz mit der A 54) und östlich Solingen-Burg an der Wupper
- westlich Wermelskirchen (Kreuz mit der A 1)
- westlich Wermelskirchen-Kreckersweg und östlich Dhünn (Dreieck mit der A 43)
- westlich Kürten-Bechen und östlich Bergisch Gladbach
- westlich Kürten-Spitze
- östlich Overath-Brombach
- westlich Overath (Kreuz mit der A 4)
- östlich Lohmar-Dahlhaus
- westlich Lohmar-Hoven und -Honrath
- östlich Lohmar-Scheiderhöhe und -Donrath
- westlich Lohmar-Algert und -Heide
- östlich Siegburg-Kaldauen
- westlich Seligenthal (Sieg)
- östlich Hennef (Dreieck mit der A 560 und Kreuz mit der A 56)
- östlich Lichtenberg
- bei Windhagen (Kreuz mit der A 3)
- südlich Himberg und nördlich Rederscheid
- westlich Kalenborn, östlich Bruchhausen
- Rheinquerung nördlich Linz und östlich Erpel (Kreuz mit A 59 und Bundesstraße 42)
- östlich und südlich Remagen
- nördlich Sinzig und südlich Bad Bodendorf, nördlich Heimersheim
- nördlich Bad Neuenahr-Ahrweiler (mit Anschlüssen an die A 61 bei Löhndorf und Grafschaft)

Dieser etwa 100 km lange Abschnitt war wie folgt in den Bedarfsplan aufgenommen:
| Abschnitt                                                                  | Ausbau                 | Dringlichkeitsstufe |
| -------------------------------------------------------------------------- | ---------------------- | ------------------- |
| zwischen dem Kreuz bei Bottrop (A 2) und dem Kreuz mit der A 56 bei Hennef | sechsstreifiger Neubau | I                   |
| zwischen dem Kreuz bei Hennef und dem Kreuz mit der A 3 bei Bad Honnef     | vierstreifiger Neubau  | II                  |
| zwischen dem Kreuz bei Bad Honnef-Himberg und Himberg                      | vierstreifiger Neubau  | I                   |
| zwischen Himberg und dem Kreuz mit der Bundesstraße 9 bei Remagen          | vierstreifiger Neubau  | II                  |
| zwischen dem Kreuz bei Remagen und Bad Neuenahr-Ahrweiler (A 61)           | vierstreifiger Neubau  | I                   |

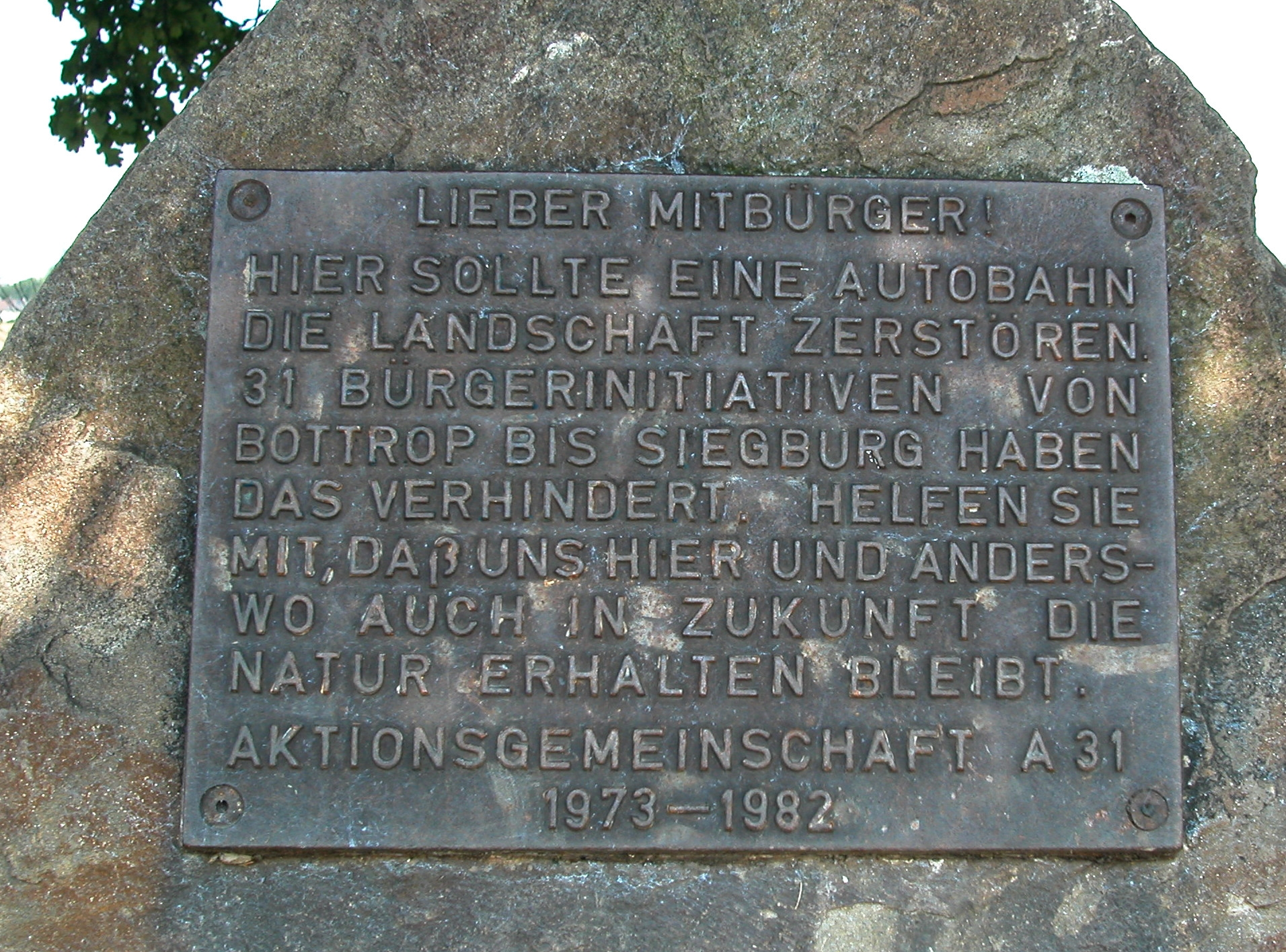
A-31-Mahnmal, gusseiserne Tafel

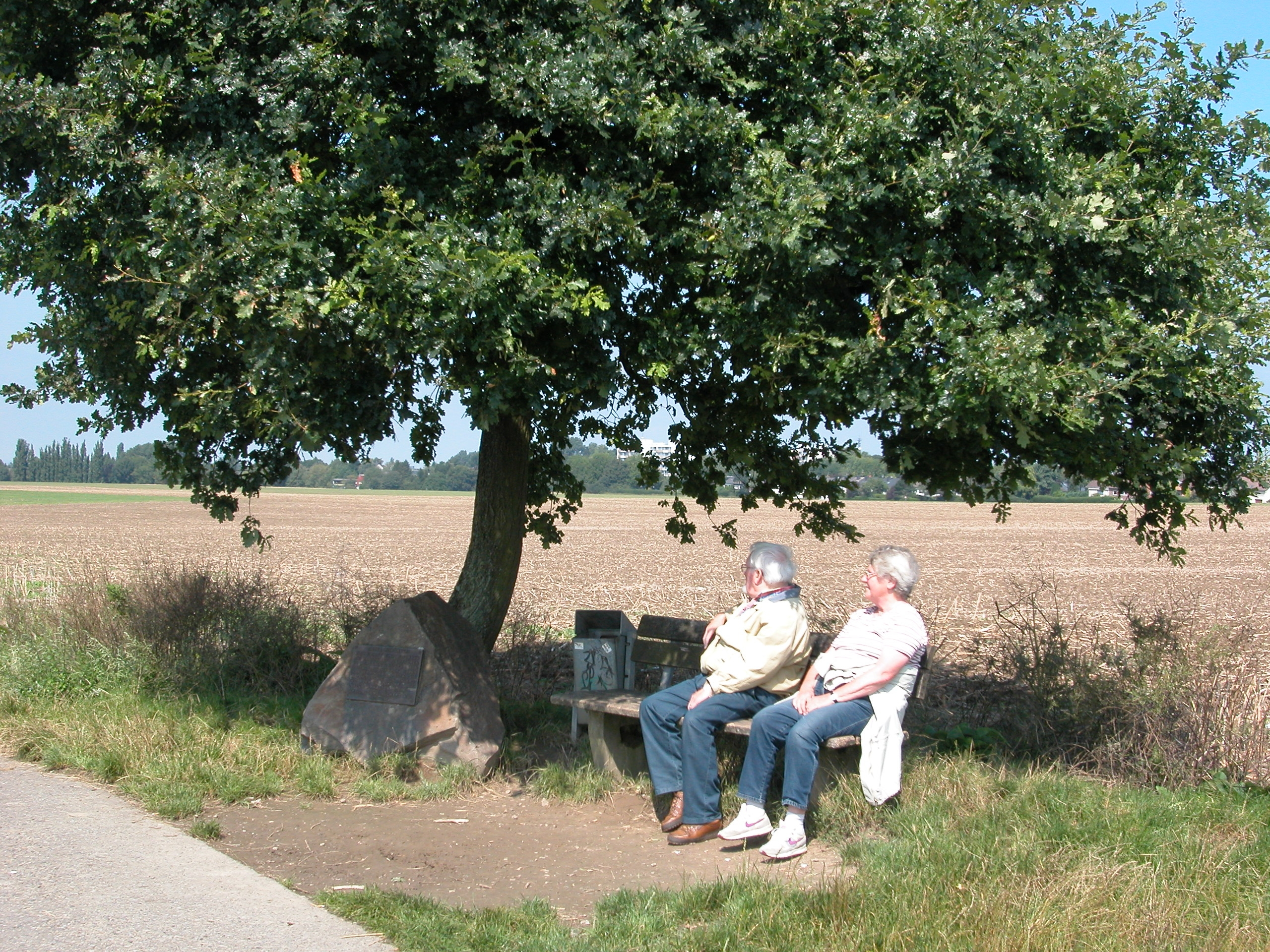
A-31-Mahnmal mit Rastplatz. Auch die Eiche wurde von der Aktionsgemeinschaft gepflanzt.

Ende 1973 erfolgte die öffentliche Auslegung der Pläne für den ersten Abschnitt im städteüberschreitenden Hexbachtal. Mit dem Bau sollte unmittelbar nach Beendigung der Offenlegung begonnen werden. Doch die Bedenken, die von mehreren Hundert Bürgern aus den von der Autobahnplanung betroffenen Städten des Ruhrgebiets vorgetragen wurden, verzögerten und verhinderten schlussendlich die Planfeststellung und damit den Neubau.
Die Einsprüche bezogen sich vor allem auf die mögliche Gefährdung des zwischen Mülheim-Dümpten und Essen-Borbeck gelegenen Hexbachtals. Dessen ökologische Bedeutung war schon Gegenstand in den zu Beginn des 20. Jahrhunderts geschlossenen Eingemeindungsverträgen, in denen der Schutz der Siepentallandschaft – Talmulden genannt – festgeschrieben wurde.
Doch nicht nur die damaligen Stadtväter erwiesen sich als moderne Stadtplaner und Umweltschützer. Auch der 1920 gegründete Siedlungsverband Ruhrkohlenbezirk hatte als Ziel, das Zusammenwachsen der einzelnen Städte und eine Zersiedlung zu verhindern. Unverzichtbare Grün- und Ackerflächen sollten erhalten bleiben. Darum wurden schutzwürdige Freiflächen als Regionale Grünzüge festgelegt, deren Nord-Süd-Verlauf bis heute zwischen den Städten im Ballungsraum des Ruhrgebietes erhalten ist. Ab 1923 sicherte der Siedlungsverband Ruhrkohlenbezirk auch den im Gebietsentwicklungsplan 1966 rechtlich verankerten Regionalen Grünzug B – zu dem das Hexbachtal gehört –, indem er Grundstücke aufkaufte und diese von Bebauungen jeder Art frei hielt.
Als die Pläne für das nach Süden anschließende Teilstück im Raum Mülheim-Heißen öffentlich ausgelegt wurden, hatten sich bereits längs der Trasse von Bottrop bis Overath (südöstlich von Bergisch Gladbach) zahlreiche Bürgerinitiativen gebildet, die sich zur Aktionsgemeinschaft A 113 zusammenschlossen. Diese hatte das Ziel, die A 113 aus Umweltgründen komplett zu verhindern.
Im Rahmen der zweiten Offenlegung kamen über 16.000 Unterschriften gegen den Bau zusammen. Sie bekamen insbesondere dadurch großes Gewicht, dass Fachleute Fehler in den Verkehrsprognosen aufzeigten und das Fehlen der erforderlichen ökologischen und raumplanerischen Gutachten bemängelten. Die Auseinandersetzung mit den Planern (Landschaftsverbände) und anderen Befürwortern (ADAC, IHK, Bauwirtschaft) dauerte etwa acht Jahre und wurde in alle relevanten Behörden und politischen Gremien bis in den Bundestag hineingetragen. Dieser beschloss 1976 zunächst die Rückstufung des südlichen Teils der inzwischen in A 31 umbenannten Autobahn mit dem Gesetz zur Änderung des Gesetzes über den Ausbau der Bundesfernstraßen in den Jahren 1971 bis 1985. Demnach war der Abschnitt zwischen Bottrop und Hennef in der Dringlichkeitsstufe Ib sowie die Strecke Hennef bis Bad Neuenahr in den weiteren Bedarf eingeordnet. Lediglich die Ortsumgehung (OU) Hennef im Zuge der Bundesstraße 8 erhielt noch die höchste Priorität. Bei Bad Neuenahr befanden sich die Anschlüsse an die A 61 bereits im Bau.
Trotz der Rückstufung in die Dringlichkeitsstufe I b war die endgültige Entscheidung nicht gefallen, denn die Autobahnplanung stand immer noch in einer Dringlichkeitsstufe. Zwar hatte das Engagement der Aktionsgemeinschaft A 31 in den amtlichen Planungsverfahren und bei der öffentlichen Willensbildung Früchte getragen. Aber der politische Druck für den Bau der Fernstraße war immer noch beträchtlich, zumal im Ruhrgebiet in frühen Phasen der Planung kommunale parteiübergreifende Grundsatzentscheidungen für die Autobahn gefallen waren. Auf deren Gültigkeit beriefen sich die Befürworter. Da der Bund den Bau gegen den Willen des vom Autobahnprojekt betroffenen und politisch einflussreichen mittleren Ruhrgebiets nicht durchsetzen wollte, kam es deshalb aus Sicht der Umweltschützer darauf an, in den Kommunen des Reviers auch auf der politischen Ebene eine ablehnende Haltung gegenüber der Autobahnplanung zu erreichen. Zu Hilfe kamen den Umweltschützern erste Ergebnisse von Teilgutachten, die für das Planungsverfahren zur A 31 der Bundesminister für Verkehr, der Minister für Wirtschaft, Mittelstand und Verkehr des Landes Nordrhein-Westfalen sowie der Landschaftsverband Rheinland vergeben hatten. Die vorzeitig bekannt gewordenen Ergebnisse der Umweltstudie als Teil des Gesamtgutachtens erhöhten den Druck auf die politischen Parteien, deren Basisorganisationen nun ebenfalls die Aufgabe der A 31-Planung verlangten. Auf diese Weise kam es in den Anrainerstädten des Ruhrgebiets zu einem politischen Umdenken, das in den Ratsgremien zu Beschlüssen gegen die A 31 führte.
Mit dem Zweiten Gesetz zur Änderung des Gesetzes über den Ausbau der Bundesfernstraßen in den Jahren 1971 bis 1985 wurde folglich 1980 die gesamte Verbindung zwischen Bottrop und Bad Neuenahr gestrichen.
Übrig blieben daher nur die bereits fertiggestellten Teile bei Bad Neuenahr-Ahrweiler mit den neuen Bezeichnungen als A 571 und A 573 sowie als Planungen die OU Hennef (B 8, vierstreifig, vordringlicher Bedarf) und die Verbindung Bad Neuenahr-Ahrweiler (A 571) - Remagen - Bad Honnef (A 3) als vierstreifige Bundesstraße 266. Auch das Dritte Gesetz zur Änderung des Fernstraßenausbaugesetzes von 1986 brachte keine Wiederaufnahme der Strecke in den Bedarfsplan. Vielmehr wurde auch der Abschnitt zwischen Remagen und Bad Honnef (A 3) gestrichen und die Ortsumgehung Hennef als vierstreifige A 560 ausgeführt. Im Vierten Gesetz zur Änderung des Fernstraßenausbaugesetzes von 1993 war zusätzlich zum Abschnitt Bad Neuenahr-Ahrweiler - Remagen noch die einbahnige Rheinquerung bis Linz vorgesehen. Der Bundesverkehrswegeplan 2003 sah den südlichen Teil der A 31 ebenfalls nicht mehr vor; vielmehr enthielt sie im Zuge des Ausbaus der B 266 den Abschnitt Bad Neuenahr (A 573) bis Bad Neuenahr-Ost (vierstreifig, 1,8 km, vordringlicher Bedarf), die Ahrquerung (vierstreifig, 1,6 km, davon die erste Fahrbahn im vordringlichen Bedarf) bei Ehlingen, die Ortsumfahrung Bad Bodendorf (vierstreifig, 1,9 km, weiterer Bedarf) und die Strecke Remagen – Linz am Rhein (zweistreifig, 3 km, weiterer Bedarf). Von all diesen Vorhaben wurde lediglich der Abschnitt der B 266 zwischen Bad Neuenahr (A 573) und Bad Neuenahr-Ost im Oktober 2018 freigegeben. Die Ahrquerung bei Ehlingen durchschneidet ein FFH-Gebiet und wurde deshalb vorerst nicht mehr für den Bundesverkehrswegeplan 2015 durch die Landesregierung von Rheinland-Pfalz angemeldet.
In Mülheim errichtete die – entsprechend umbenannte – Aktionsgemeinschaft A 31 auf der geplanten Trasse ein Mahnmal, das für die Spaziergänger heute ein beliebter Rastplatz ist.

#### Verworfene Planung zwischen Leer und Haren (Ems)
Die ursprüngliche Planung zur späteren A 31 sah vor, zwischen Norddeich, Leer und Haren (Ems) eine direkte Linie zu schaffen. Aus dem Bedarfsplan des Gesetzes über den Ausbau der Bundesfernstraßen in den Jahren 1971 bis 1985 ist deshalb eine Trassenführung mit Querung der Ems nördlich Jemgum, westlich Leer und Weener enthalten. In der ersten Hälfte der 1970er Jahre bestand eine Trassenplanung, nach der im Raum Veenhusen an die bereits fertiggestellte Bundesstraße 72a (später als B 530 umgewidmet) angeknüpft und Leer östlich umgangen werden sollte (westlich Leer-Logabirum und Nortmoor). Nach Querung der Flüsse Jümme und Leda war der weitere Verlauf der Autobahn zwischen Westrhauderfehn und Ostrhauderfehn, durch das Klostermoor sowie östlich und südlich um Papenburg projektiert. Die Trasse sollte sodann nördlich Dörpen (mit Querung der Ems) und Dersum angelegt werden, um schließlich das Bourtanger Moor auf einer westlicher gelegenen Linie als der heute realisierten A 31 zu durchqueren (westlich Neusustrum und Haren (Ems)-Altenberge). Erst bei der Anschlussstelle Wesuwe traf der damalige Trassenentwurf auf die heutige A 31.
In der zweiten Hälfte der 1970er Jahre wurde diese Planung verworfen und stattdessen die im Wesentlichen heute realisierte Trassenvariante entwickelt. Die neue Streckenführung sah zwischen Bunde und Leer nunmehr eine gemeinsame Trasse mit der A 22 vor. Dadurch verkürzten sich die insgesamt zu errichtenden Autobahnstrecken und es fielen mehrere größere Brückenbauwerke fort (Querung der Ems bei Dörpen, der Jümme und Leda bei Leer). Während im Raum Bunde noch vorgesehen war, die A 22 zwischen der Grenze zu den Niederlanden, Leer und Westerstede durchzubinden, so dass die Trasse von der Grenze nördlich um Bunde nach Bunderhee verlaufen sollte. Dort sollte die A 31 nach Bottrop abzweigen. Ende der 1970er Jahre wurde dann auch hier die heute realisierte Variante aufgegriffen.

#### Verworfene Planung zwischen Norddeich und Riepe
Der Bedarfsplan des Gesetzes über den Ausbau der Bundesfernstraßen in den Jahren 1971 bis 1985 von 1971 sah vor, dass zwischen Norddeich und Leer die vierstreifige Bundesstraße 70 errichtet und bei Leer an die A 113 angeknüpft werden sollte. Dabei war der Abschnitt Norddeich - Norden - Georgsheil der Dringlichkeitsstufe II, die sich daran anschließende Strecke bis Leer der Dringlichkeitsstufe I zugeordnet. Mit der Neustrukturierung des Netzes der Bundesautobahnen war die Führung der A 31 von Norddeich bis nach Bad Neuenahr durchgängig geplant. 1976 brachte das Gesetz zur Änderung des Gesetzes über den Ausbau der Bundesfernstraßen in den Jahren 1971 bis 1985 die Änderung, dass zwischen Riepe und dem heutigen Dreieck Leer die Trasse der Bundesstraße 530 für die A 31 genutzt werden sollte. Zwischen Georgsheil und Riepe war die A 31 weiterhin in der Dringlichkeitsstufe Ia enthalten, während die Teilstrecke Norddeich – Georgsheil nur noch im weiteren Bedarf eingeordnet war. 1980 kam mit dem Zweiten Gesetz zur Änderung des Gesetzes über den Ausbau der Bundesfernstraßen in den Jahren 1971 bis 1985 das Aus für die Nordvariante der A 31 zwischen Norddeich und Riepe. Stattdessen wurde die Strecke nach Emden vollständig als A 31 gewidmet. Zwischen Georgsheil und Riepe war in Dringlichkeitsstufe II der Bau einer Bundesstraße vorgesehen, die südlich des Ems-Jade-Kanals vierstreifig zur Ausführung kommen sollte. Zudem war weiterhin die OU Norden im Zuge der B 70 geplant, die sogar die Dringlichkeitsstufe I erhielt. Die zuletzt genannte Strecke blieb auch nach dem Dritten Gesetz zur Änderung des Fernstraßenausbaugesetzes von 1986 im vordringlichen Bedarf enthalten, während die Linie Georgsheil – Riepe gestrichen wurde. Auch im Vierten Gesetz zur Änderung des Fernstraßenausbaugesetzes von 1993 war die OU Norden enthalten. Die Strecke Georgsheil – Riepe wurde nicht wieder aufgenommen, stattdessen war eine Strecke von Riepe nach Aurich (wieder) vorgesehen, die jedoch nicht mehr auf der ursprünglichen Trasse der A 31 lag. 2009 wurde die OU Norden, die auch im Bundesverkehrswegeplan 2003 enthalten war, fertiggestellt. Für den Neubau der B 210 zwischen Riepe (A 31) und Aurich einschließlich Ortsumgehung Aurich ist seit 2012 die Linie bestimmt.

## Sonstiges
Der Name Ostfriesenspieß ist zum ersten Mal in einer Karikatur belegt, die 1974 auf einem Flugblatt erschien und in der Essener Wochenzeitung Borbecker Nachrichten publiziert wurde. Darin wird ein Mitglied des wissenschaftlichen Beirats der Aktionsgemeinschaft A 31 zitiert: Da die Autobahntrasse viele Naturschutz- und Naherholungsgebiete „aufspieße“ wie ein Schaschlikspieß die Fleischstücke, gebühre ihr der Name „Ostfriesenspieß“. Später wurde dieser Begriff durch den damaligen Bundesinnenminister Rudolf Seiters, der im anliegenden Papenburg wohnt, in Ansprachen zu Teilstückfreigaben auch einer breiten Öffentlichkeit zugänglich gemacht.
Der Benennung der Anschlussstelle Lingen ging ein Streit voraus. Die Stadt Nordhorn bestand auf den Namen Lingen/Nordhorn. Entschieden wurde der Streit durch eine neuere Vorschrift, nach der die nächstliegende Stadt oder Gemeinde namensgebend ist. Nordhorn unterlag um wenige Meter. Dieselbe Vorschrift verhilft der Kleinstadt Schüttorf zu unverhofftem Ruhm. Nach ihr ist das zentrale Autobahnkreuz A 30/A 31 sowie jeweils eine Anschlussstelle dieser beiden Autobahnen benannt.
Zwischen den Anschlussstellen Dorsten und Schermbeck ist im Parkplatz Holsterhausen eine unbeschilderte Anschlussstelle angelegt: in Richtung Emden als Ausfahrt und in Richtung Bottrop als Auffahrt. Diese Anschlussstelle wird auch Hürlandausfahrt genannt – in Anspielung auf die früher in unmittelbarer Nähe wohnende ehemalige Verteidigungsstaatssekretärin Agnes Hürland-Büning. Die Anspielung geht auf das Gerücht zurück, dass die versteckte Ausfahrt als Abkürzung für Hürland-Bünings Weg zum Ministerium in Bonn errichtet wurde.
Bedingt durch den häufig sehr geringen Verkehr haben sich manche Abschnitte zu beliebten Strecken zum Schnellfahren mit Sportwagen entwickelt. Durch die Nähe zu den Niederlanden nutzen auch dortige Tuningwerkstätten die A 31 für Probefahrten.
Die Anschlussstellen auf Bottroper Stadtgebiet wurden 2017 umbenannt: Die AS Kirchhellen heißt heute Bottrop-Kirchhellen, die AS Kirchhellen-Nord mittlerweile Bottrop-Feldhausen. Auch die nächste Anschlussstelle in Richtung Norden, Dorsten-West, trägt eine neue Bezeichnung (Dorsten).

## Detaillierte Ausfahrtliste
| Kreis/Stadt | #           | Ausfahrt                | km        | Ausgeschilderte Ziele                                       | Bemerkungen |
| ----------- | ----------- | ----------------------- | --------- | ----------------------------------------------------------- | --- |
| EMD         | 1           | Emden-West              | 240,6     | - Emden-West                                                | Autobahn beginnt an einer Ampelkreuzung |
| EMD         | 2           | Pewsum                  | 238,2     | - Pewsum - Greetsiel - Emd.-Conrebbersweg                   | |
| EMD         | 3           | Emden-Mitte             | 236,3     | - Emden-Mitte - Aurich - Norddeich - Nord                   | |
| EMD         | 4           | Emden-Wolthusen         | 233,4     | - Emden - -Wolthusen - -Uphusen                             | |
| EMD         | 5           | Emden-Ost               | 232,6     | - Emden-Ost - Ost                                           | planfreier Knotenpunkt in Form einer Trompete |
| AUR/LER     | 6           | Riepe                   | 225,4     | - Riepe - Oldersum - Aurich                                 | |
| LER         | 7           | Neermoor                | 215,3     | - Neermoor - Timmel - Warsingsfehn                          | Dass die angeschlossen ist, ist nicht ausgeschildert. |
| LER         | 8           | Veenhusen               | 213,2     | - Veenhusen - Hesel - Warsingsfehn                          | planfreier Knotenpunkt in Form einer Trompete |
| LER         | 9           | Autobahndreieck Leer    | 209,4     | - Oldenburg - Leer-Ost                                      | Die A 31 bildet im Dreieck nicht die durchgehende Fahrbahn; um auf ihr zu bleiben, muss in beiden Richtungen auf die Abfahrt gefahren werden (TOTSO). |
| LER         | 9           | Autobahndreieck Leer    | 209,4     | - Meppen - Groningen (NL) - Leer-Nord                       | Die A 31 bildet im Dreieck nicht die durchgehende Fahrbahn; um auf ihr zu bleiben, muss in beiden Richtungen auf die Abfahrt gefahren werden (TOTSO). |
| LER         | 9           | Autobahndreieck Leer    | 209,4     | - Norddeich - Emden - Veenhusen                             | Die A 31 bildet im Dreieck nicht die durchgehende Fahrbahn; um auf ihr zu bleiben, muss in beiden Richtungen auf die Abfahrt gefahren werden (TOTSO). |
| LER         | 10          | Leer-Nord               | 206,9     | - Leer-Nord - Neermoor                                      | |
| LER         | 11          | Leer-West               | 202,2     | - Leer-West - -Hafen - Oldersum                             | |
| LER         | 12          | Jemgum                  | 201,3     | - Jemgum - Bingum                                           | |
| LER         | 13          | Weener                  | 191,4     | - Weener - Bunde                                            | |
| LER         | 14          | Autobahndreieck Bunde   | 189,5     | - Groningen (NL) - Bad Nieuweschans (NL) - Bunde-West       | |
| LER         | 15          | Papenburg               | 186,7     | - Papenburg - Stapelmoor - Wymeer                           | |
| EL          | 16          | Rhede (Ems)             | 178,2     | - Rhede (Ems) - Aschendorf - Bellingwolde (NL)              | |
| EL          | 17          | Dörpen                  | 169,3     | - Dörpen - Heede - Bourtange (NL)                           | |
| EL          | 18          | Lathen                  | 156,7     | - Lathen - Sögel - Niederlangen - Neusustrum                | |
| EL          | 19          | Haren (Ems)             | 149,2     | - Haren (Ems) - Stadskanaal (NL) - Rütenbrock - Dankern     | |
| EL          | 20          | Wesuwe                  | 142,5     | - Wesuwe - Hebelermeer                                      | |
| EL          | 21          | Meppen-Nord             | 138,4     | - Meppen-Nord - Haselünne                                   | Planfreie Anschlussstelle in Kleeblattform |
| EL          | 21          | Meppen-Nord             | 138,4     | - Emmen (NL) - Schöninghsdorf                               | Planfreie Anschlussstelle in Kleeblattform |
| EL          | 22          | Twist                   | 132,3     | - Twist - Coevorden (NL) - Meppen-West                      | |
| EL          | 23          | Geeste                  | 123,1     | - Geeste - Dalum - Emlichheim                               | |
| NOH         | 24          | Wietmarschen            | 118,1     | - Wietmarschen - Neuenhaus - Uelsen - Lohne - Emlichheim    | |
| NOH         | 25          | Lingen                  | 111,0     | - Lingen - Nordhorn - Lohne                                 | |
| EL          | 26          | Emsbüren                | 95,8      | - Emsbüren - Schüttorf-Nord                                 | |
| EL/NOH      | 27          | Autobahnkreuz Schüttorf | 94,1      | - Osnabrück - Rheine - Salzbergen                           | |
| EL/NOH      | 27          | Autobahnkreuz Schüttorf | 94,1      | - Amsterdam (NL) - Schüttorf-Nord                           | |
| NOH         | 28          | Schüttorf-Ost           | 92,2      | - Schüttorf-Ost - Bad Bentheim - Salzbergen                 | |
| ST          | 29          | Ochtrup-Nord            | 81,1      | - Ochtrup-Nord - Bad Bentheim                               | |
| ST          | 30          | Gronau/Ochtrup          | 73,8      | - Ochtrup - Steinfurt                                       | Planfreie Anschlussstelle in Kleeblattform |
| ST          | 30          | Gronau/Ochtrup          | 73,8      | - Gronau - Enschede (NL)                                    | Planfreie Anschlussstelle in Kleeblattform |
| BOR         | 31          | Heek                    | 65,3      | - Heek - Metelen - Schöppingen - Epe - Ahaus-Nord           | |
| BOR         | 32          | Legden/Ahaus            | 57,5      | - Legden - Ahaus - Vreden - Stadtlohn - Rosendahl           | |
| BOR         | 33          | Gescher/Coesfeld        | 44,8      | - Gescher - Coesfeld - Winterswijk (NL) - Velen - Stadtlohn | Abfahrt zur Autobahnkapelle St. Antonius |
| BOR         | 34          | Borken                  | 35,1      | - Dülmen                                                    | Planfreie Anschlussstelle in Kleeblattform |
| BOR         | 34          | Borken                  | 35,1      | - Borken - Bocholt - Rhede - Velen                          | Planfreie Anschlussstelle in Kleeblattform |
| BOR         | 35          | Reken                   | 29,6      | - Reken - Heiden                                            | |
| RE          | 36          | Lembeck                 | 23,6      | - Lembeck - Rhade - Raesfeld                                | |
| RE          | 37          | Schermbeck              | 16,8      | - Schermbeck - Wesel - Haltern - Wulfen - Raesfeld          | |
| RE          | ohne Nummer | „Hürlandausfahrt“       | c.a. 14,6 | keine                                                       | unbeschilderte Anschlussstelle vom Parkplatz Holsterhausen bzw. Lüningskamp; Ausfahrt nur Richtung Emden, Auffahrt nur Richtung Bottrop möglich; im Volksmund Hürlandausfahrt genannt, nach der ehemaligen Verteidigungsstaatssekretärin Agnes Hürland-Büning, in Anspielung auf den nahen Wohnort von ihr; Entstehungsgrund nicht geklärt |
| RE          | 38          | Dorsten                 | 11,3      | - Dorsten - Hünxe - Gahlen                                  | Bis 2019 Dorsten-West |
| BOT         | 39          | Bottrop-Feldhausen      | 8,5       | - Bottrop - - Feldhausen - - Kirchhellen-Nord - Dorsten-Süd | Bis 2019 Kirchhellen-Nord |
| BOT         | 40          | Bottrop-Kirchhellen     | 6,1       | - Bottrop-Kirchhellen - Zweckel                             | Bis 2019 Kirchhellen |
| RE/GLA      | 41          | Gladbeck                | 3,6       | - Gladbeck                                                  | |
| BOT         | 42          | Autobahndreieck Bottrop | 0,0       | - Hannover - Dortmund                                       | Der Fixpunkt (0,0 km) liegt am Beginn der Rampe Oberhausen – Emden. |
| BOT         | 42          | Autobahndreieck Bottrop | 0,0       | - Düsseldorf - Köln - Oberhausen - Bottrop                  | Der Fixpunkt (0,0 km) liegt am Beginn der Rampe Oberhausen – Emden. |